# 中山理 (数学教育者)
中山 理（なかやま ただし、1937年-　）は、数学教育者。
東京生まれ。東京学芸大学卒業。慶應義塾幼稚舎教諭を40年務めた。ほか十文字中学・高等学校講師、大妻女子大学講師。日本私立初等学校算数部会全国委員。

## 著書
- 『おもしろイラスト入り頭のトレーニング算数クイズ 高学年』明治図書出版 2005
- 『算数再入門 わかる、たのしい、おもしろい』中公新書 2008
- 『算数トレーニング 思考を鍛える50問』中公新書 2010
- 『私が40年間実践してきた慶應義塾幼稚舎での教え方』新人物往来社 2012
- 『中学数学再入門 できる、やさしい、役に立つ』中公新書 2013

### 共著
- 『子どもの喜ぶ算数クイズ&パズル&ゲーム　低学年』武下静枝,田辺則彦,森敏行共著 黎明書房 指導者の手帖 1988

中学年〉守屋義彦, 大島誠一, 佐藤純一共著
- 『コピーして使える楽しい算数クイズ&パズル&ゲーム 高中低学年』千葉忠茂,本多静枝,児玉宏之,佐藤純一, 森敏行, 吉川昭一共著 黎明書房 1995
- 『基礎学力を養う算数クイズ&パズル&ゲーム 高学年』加藤三明,千葉忠茂,小沢修共著 黎明書房 2008
- 『基礎学力を養う算数クイズ&パズル&ゲーム 中学年』大島誠一,守屋義彦,佐藤純一共著 黎明書房 2008
- 『基礎学力を養う算数クイズ&パズル&ゲーム 低学年』田邊則彦,武下静枝,森敏行共著 黎明書房 2008
- 『シニアのためのちょっと手ごわい算数クイズ&パズル』萩原隆次郎,廣瀨真治郎, 池邉希世共著 黎明書房 2014